# Oberottmarshausen
Oberottmarshausen (ugs. Abertshausa) ist eine Gemeinde im schwäbischen Landkreis Augsburg und ein Mitglied der Verwaltungsgemeinschaft Großaitingen.

## Gemeindegliederung
Es gibt nur den Gemeindeteil Oberottmarshausen und die Gemarkung Oberottmarshausen.

## Geschichte
Das Hochstift Augsburg hatte im Ort reichen Besitz, den es im 13. Jahrhundert als Lehen an verschiedene Augsburger Bürger vergab wie z. B. die Familien Langenmantel und Schongauer. Vom 14. Jahrhundert bis 1505 sowie von 1698 bis zur Mitte des 19. Jahrhunderts war insbesondere die Familie Langenmantel bedeutender Grundherr und hatte die Niedergerichtsbarkeit im Ort inne. Seit 1313 hatte auch das Domkapitel Augsburg einige Lehen, die 1629 in den Besitz des Reichsstift St. Ulrich und Afra in Augsburg übergingen. Seit dem Reichsdeputationshauptschluss von 1803 gehört der Ort zu Bayern. Im Zuge der Verwaltungsreformen in Bayern entstand mit dem Gemeindeedikt von 1818 die heutige Gemeinde. Im Jahr 1914 wurde der Gemeindename Ottmarshausen amtlich in Oberottmarshausen geändert.

### Einwohnerentwicklung
Zwischen 1988 und 2018 wuchs die Gemeinde von 1043 auf 1702 um 659 Einwohner bzw. um 63,2 %.

## Politik

### Gemeinderat
Bei der Wahl am 15. März 2020 erreichten die Wahlvorschläge von CSU/Unabhängige Wähler (50,9 %) und Freie Wähler (49,1 %) jeweils sechs Sitze im Gemeinderat. Gegenüber der Amtszeit 2014 bis 2020 verlor CSU/UW damit einen Sitz an die Freien Wähler.
Weiteres Mitglied und Vorsitzender des Gemeinderates ist der Erste Bürgermeister.

### Bürgermeister
Erster Bürgermeister ist seit 1. Mai 2020 Andreas Reiter (CSU/Unabhängige Wähler); dieser wurde mit 56,8 % der Stimmen gewählt. Sein Vorgänger war von Mai 2002 bis April 2020 Gerhard Mößner (CSU/UW); er bewarb sich nicht mehr zur Wiederwahl.

## Baudenkmäler

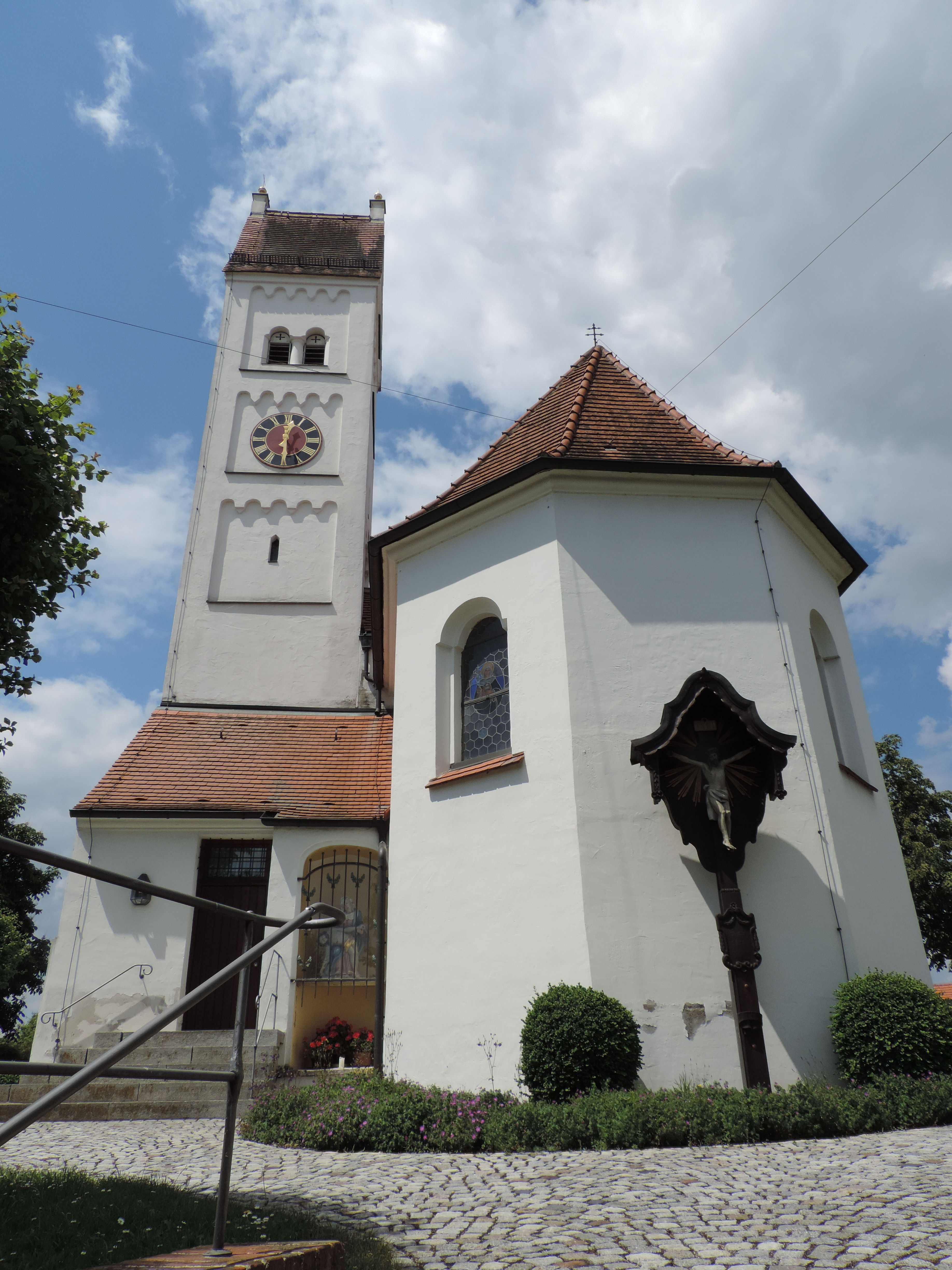
St. Vitus in Oberottmarshausen

### Wappen
| Wappen von Oberottmarshausen | Blasonierung: „In Grün ein roter Pfahl, darin eine silberne Gemarkungssäule.“ |
| Wappen von Oberottmarshausen |                                                                               |

## Verkehr
Oberottmarshausen hat einen Haltepunkt an der Bahnstrecke Bobingen–Kaufering, die Teil der Kursbuchstrecke 986 Augsburg–Landsberg ist. Er wird von der BRB tagsüber mindestens im Stundentakt bedient.